# Pseudobagrus fui
Pseudobagrus fui är en fiskart som beskrevs av Miao, 1934. Pseudobagrus fui ingår i släktet Pseudobagrus och familjen Bagridae. Inga underarter finns listade i Catalogue of Life.